# Onesmus Nyerre
Onesmus Nyerre (Nyamira, 10 novembre 1983) è un mezzofondista e maratoneta keniota.

## Biografia
Detiene il record mondiale per quanto riguarda la staffetta su strada, stabilito il 23 novembre 2005 a Chiba, Giappone di 1h57'06". Nell'occasione i componenti della squadra furono Josphat Ndambiri, Martin Mathathi, Daniel Muchunu Mwangi, Mekubo Mogusu e John Kariuki.

## Altre competizioni internazionali
2003
- Oro alla Mezza maratona di Strasburgo ( Strasburgo) - 1h04'00"
- 6º alla Le Puy-en-Velay 15 km ( Le Puy-en-Velay) - 45'07"

2004
- Bronzo alla Mamers Half Marathon ( Mamers) - 1h07'14"

2005
- 4º alla Zwolle Half Marathon ( Zwolle) - 1h04'49"
- 4º alla Appingedam Stadsloop ( Appingedam) - 29'27"

2006
- 18º alla Nairobi Standard Chartered Half Marathon ( Nairobi) - 1h03'28"
- 6º alla Venlo Half Marathon ( Venlo) - 1h04'44"

2007
- Oro alla Green Bay Marathon ( Green Bay) - 2h19'58"
- 5º alla Virginia Beach Shamrock Half Marathon ( Virginia Beach) - 1h04'21"

2008
- 9º alla Maratona di Düsseldorf ( Düsseldorf) - 2h14'31"
- 4º alla Kisumu Great Lake Marathon ( Kisumu) - 2h23'13"

2009
- Bronzo alla Maratona di Bonn ( Bonn) - 2h21'15"

2010
- 8º alla Maratona di Tolosa ( Tolosa) - 2h28'31"